# احمد میقانی
احمد میقانی (زاده ۱۳۳۶ در شاهرود) سرتیپ خلبان اف-۱۴ تام‌کت نیروی هوایی جمهوری اسلامی ایران و فرمانده آن نیرو بین سال‌های ۱۳۸۵ تا ۱۳۸۷ بود. او هم‌اکنون جانشین معاون اشراف ستاد کل نیروهای مسلح است.
وی در سال ۱۳۵۴ فعالیت در نیروی هوایی شاهنشاهی ایران را آغاز کرد و در طول جنگ ایران و عراق از خلبانان نهاجا بود. او از ۱۳۸۵ تا ۱۳۸۷ فرماندهی نیروی هوایی ارتش جمهوری اسلامی ایران را برعهده داشت و در فاصله سالهای ۱۳۸۷ تا ۱۳۸۹ فرمانده قرارگاه پدافند هوایی خاتم‌الانبیا بود.

## زندگی‌نامه
احمد میقانی در شهریور ۱۳۳۶ در شهر شاهرود زاده شد و تحصیلات ابتدایی و متوسطه تا دریافت دیپلم در سال ۱۳۵۴ را در این شهر به پایان رسانید. وی در مهرماه ۱۳۵۴ به استخدام نیروی هوایی شاهنشاهی ایران درآمد و دوره مقدماتی خلبانی را در فرماندهی آموزش‌های هوایی و دوره تکمیلی خلبانی را در ایالات متحده آمریکا طی نمود. او از بهمن‌ماه ۱۳۵۶ فعالیت خود را به عنوان خلبان هواپیمای شکاری در پایگاه‌های نیروی هوایی آغاز کرد. وی پس از وقوع انقلاب، فعالیت خود را در نیروی هوایی ارتش جمهوری اسلامی ایران، ادامه داد و در طول جنگ ایران و عراق، در چندین عملیات مختلف درون‌مرزی و برون‌مرزی شرکت داشت.
میقانی تا سال ۱۳۸۵ در سمت‌هایی چون؛ فرمانده گردان آموزشی اف-۱۴، جانشین فرمانده و فرمانده منطقه هوایی شهید بابایی، همچنین معاون طرح و برنامه نهاجا حضور داشته‌است.

## تحصیلات
میقانی در سال ۱۳۶۷ دوره عالی رسته‌ای را طی نمود و دوره دافوس را در سال ۱۳۷۱ در دانشگاه فرماندهی و ستاد آجا بپایان رساند و در سال ۱۳۷۶ دکتری مدیریت دفاعی را از دانشگاه عالی دفاع ملی دریافت کرد.

## سوابق
- فرمانده گردان آموزشی اف-۱۴
- معاون عملیات تیپ شکاری منطقه هوایی شهید بابایی
- فرمانده مرکز آموزش پایه هوانوردی منطقه هوایی شهید بابایی
- جانشین فرمانده منطقه هوایی شهید بابایی
- فرمانده منطقه هوایی شهید بابایی
- معاون طرح و برنامه نهاجا
- فرمانده نیروی هوایی ارتش جمهوری اسلامی ایران
- فرمانده قرارگاه پدافند هوایی خاتم‌الانبیاء
- جانشین معاون اشراف ستاد کل نیروهای مسلح[۷]

## جایزه‌ها و نشان‌های افتخار
این بخش شامل نشان‌ها و جایزه‌های رسمی امیر میقانی است که بر روی لباس همسان او نصب می‌شود ولی جایزه‌های غیرنظامی و غیررسمی را دربر نخواهد گرفت.

### آرم‌ها
| آرم‌های سینه             |           |
|                         | خلبان F14 |
| دانشگاه فرماندهی و ستاد | آجا       |

| آرم‌های بازو |
| نهاجا       |

### نوار نشان‌ها
|  |  |  |
|  |  |  |
|  |  |  |

### نام نشان‌ها
| نشان جهاد              |                     |           |
| دوره دافوس             | دوره علوم استراتژیک |           |
| دوره دوم دانشگاه افسری | دوره مقدماتی        | دوره عالی |